# 후쿠다 준이치
후쿠다 준이치（일본어: 福田淳一）는 일본의 재무관료이다.

## 경력
1959년 10월 18일 출생. 가나가와 현립 쇼난 고등학교 졸업, 도쿄 대학 법학부 졸업. 1982년 대장성 입성. 배속은 주계 국. 1987년 7월 오와리 세토 세무 서장.
재무성 대신 관방 종합 정책 과장, 내각 관방 행정 개혁 추진 실원 겸 내각 관방 국가 공무원 제도 개혁 추진 본부 사무국 심의관 등을 맡는다. 2011년 8월 주계국 차장. 2014년 7월 대신 관방 장. 2015년 7월에 주계 국장. 2017년 7월에 재무 사무 차관. 2018년 4월 퇴임.
퇴관 후, SBI 대학원 대학 위탁 강사.